# Protexarnis obsoletipicta
Protexarnis obsoletipicta là một loài bướm đêm trong họ Noctuidae.